# 극장판 프리큐어 미라클 유니버스
《극장판 프리큐어 미라클 유니버스》(일본어: 映画 プリキュアミラクルユニバース)는 2019년 3월 16일에 개봉된 극장판으로, 프리큐어 시리즈의 크로스 오버 작품으로는 11번째. 이 시리즈의 영화 작품으로는 통산 26번째 작품에 해당한다. 

## 참고 자료
- (일본어) “映画プリキュアミラクルユニバース”. 2021년 9월 6일에 확인함.
- (일본어) “映画プリキュアミラクルユニバース 特設紹介サイト”.

## 모든 프리큐어들

#### 스타☆트윙클 프리큐어
호시나 히카루/큐어 스타(일본어: 星奈 ひかる / キュアスター)
하고로모 라라/큐어 밀키(일본어: 羽衣 ララ / キュアミルキー)
아마미야 에레나/큐어 솔레유(일본어: 天宮 えれな / キュアソレイユ)
카구야 마도카/큐어 셀레네(일본어: 香久矢 まどか / キュアセレーネ)
요정
후와(일본어: フワ)
프룬스(일본어: プルンス)

#### 허긋토! 프리큐어
노노 하나/큐어 옐(일본어: 野乃 はな / キュアエール)
야쿠시지 사아야/큐어 앙쥬(일본어: 薬師寺 さあや / キュアアンジュ)
카가야키 호마레/큐어 에투알(일본어: 輝木 ほまれ / キュアエトワール)
아이사키 에미루/큐어 마셰리(일본어: 愛崎 えみる / キュアマシェリ)
루루 아무르/큐어 아무르(일본어: ルールー・アムール / キュアアムール)

요정
허그땅/큐어 투모로우(일본어: はぐたん / 일본어: キュアトゥモロー)
해리햄 해리(일본어: ハリハム・ハリー)

#### 키라키라☆프리큐어 아라모드
우사미 이치카/큐어 휘프(일본어: 宇佐美 いちか / キュアホイップ)
아리스가와 히마리/큐어 커스터드(일본어: 有栖川 ひまり / キュアカスタード)
타테가미 아오이/큐어 젤라토(일본어: 立神 あおい / キュアジェラート)
고토츠메 유카리/큐어 마카롱(일본어: 琴爪 ゆかり / キュアマカロン)
켄죠우 아키라/큐어 쇼콜라(일본어: 剣城 あきら / キュアショコラ)
키라링/키라호시 시엘/큐어 파르페(キラリン / 일본어: キラ星 シエル / キュアパルフェ)

요정
페코링/큐어 페코링(일본어: ペコリン / キュアペコリン)
장로(일본어: 長老)

#### 마법사 프리큐어!
아사히나 미라이/큐어 미라클(일본어: 朝日奈 みらい / キュアミラクル)
이자요이 리코/큐어 매지컬(일본어: 十六夜 リコ / キュアマジカル)
하나미 코토하/큐어 펠리체(일본어: 花海 ことは / キュアフェリーチェ)

요정
모후룬(일본어: モフルン)

#### Go! 프린세스 프리큐어
하루노 하루카/큐어 플로라(일본어: 春野 はるか / キュアフローラ)
카이도 미나미/큐어 머메이드(일본어: 海藤 みなみ / キュアマーメイド)
아마노가와 키라라/큐어 트윙클(일본어: 天ノ川 きらら / キュアトゥインクル)
아카기 토와/큐어 스칼렛(일본어: 紅城 トワ / キュアスカーレット)

요정
퍼프(일본어: パフ)
아로마(일본어: アロマ)

#### 해피니스 차지 프리큐어!
아이노 메구미/큐어 러블리(일본어: 愛乃めぐみ / キュアラブリー)
시라유키 히메/큐어 프린세스(일본어: 白雪 ひめ / キュアプリンセス)
오모리 유코/큐어 허니(일본어: 大森 ゆうこ / キュアハニー)
히카와 이오나/큐어 포츈(일본어: 氷川 いおな / キュアフォーチュン)

#### 두근두근! 프리큐어
아이다 마나/큐어 하트(일본어: 相田 マナ / 일본어: キュアハート)
히시카와 릿카/큐어 다이아몬드(일본어: 菱川 六花 / 일본어: キュアダイヤモンド)
요츠바 아리스/큐어 로제타(일본어: 四葉 ありす / 일본어: キュアロゼッタ)
켄자키 마코토/큐어 소드(일본어: 剣崎 真琴 / 일본어: キュアソード)
마도카 아구리/큐어 에이스(일본어: 円 亜久里 / 일본어: キュアエース)

#### 스마일 프리큐어!
호시조라 미유키/큐어 해피(일본어: 星空 みゆき / 일본어: キュアハッピー)
히노 아카네/큐어 써니(일본어: 日野 あかね / キュアサニー)
키세 야요이/큐어 피스(일본어: 黄瀬 やよい / キュアピース)
미도리카와 나오/큐어 마치(일본어: 緑川 なお / キュアマーチ}})
아오키 레이카/큐어 뷰티(일본어: 青木 れいか / キュアビューティ}})

#### 스위트 프리큐어♪
호죠 히비키/큐어 멜로디(일본어: 北条 響 / キュアメロディ)
미나미노 카나데/큐어 리듬(일본어: 南野 奏 / キュアリズム)
쿠로카와 엘렌/큐어 비트(일본어: 黒川 エレン / キュアビート)
시라베 아코/큐어 뮤즈(일본어: 調辺 アコ / キュアミューズ)

#### 하트캐치 프리큐어!
하나사키 츠보미/큐어 블로섬(일본어: 花咲 つぼみ / キュアブロッサム)
쿠루미 에리카/큐어 마린(일본어: 来海 えりか / キュアマリン)
묘도인 이츠키/큐어 파인(일본어: 明堂院 いつき / キュアサンシャイン)
츠키카게 유리/큐어 문라이트(일본어: 月影 ゆり / キュアムーンライト)

#### 프레시 프리큐어!
모모조노 러브/큐어 피치(일본어: 桃園 ラブ / キュアピーチ)
아오노 미키/큐어 베리(일본어: 蒼乃 美希 / キュアベリー)
야마부키 이노리/큐어 파인(일본어: 山吹 祈里 / (キュアパイン)
히가시 세츠나/큐어 패션/이스(일본어: 東 せつな / (キュアパッション / イース)

#### Yes! 프리큐어5 / Yes! 프리큐어5 GoGo!
유메하라 노조미/큐어 드림(일본어: 夢原 のぞみ / キュアドリーム)
나츠키 린/큐어 루즈(일본어: 夏木 りん / キュアルージュ)
카스가노 우라라/큐어 레모네이드(일본어: 春日野 うらら / キュアレモネード)
아키모토 코마치/큐어 민트(일본어: 秋元 こまち / キュアミント)
미나즈키 카렌/큐어 아쿠아(일본어: 水無月 かれん / キュアアクア)
미미노 쿠루미/밀키 로즈(일본어: 美々野 くるみ / ミルキィローズ)

#### 두 사람은 프리큐어 Splash Star
휴가 사키/큐어 블룸/큐어 브라이트(일본어: 日向 咲 / キュアブルーム / キュアブライト)
미쇼 마이/큐어 이그렛/큐어 윈디(일본어: 美翔 舞 / キュアイーグレット / キュアウィンディ)

#### 두 사람은 프리큐어 / 두 사람은 프리큐어 Max Heart
미스미 나기사/큐어 블랙(일본어: 美墨 なぎさ / キュアブラック)
유키시로 호노카/큐어 화이트(일본어: 雪城 ほのか / キュアホワイト)
쿠죠 히카리/샤이니 루미나스(일본어: 九條 ひかり / シャイニールミナス)

요정
메플(일본어: メップル)
미플(일본어: ミップル)
포룬(일본어: ポルン)
루룬(일본어: ルルン)